# R136a1
R136a1 és un estel hipergegant blau ultramasiu, amb una xifra estimada de 265 masses solars. L'estel també és el més lluminós (encara que, segons el model alt, LBV 1806-20 és més brillant), amb una lluminositat de 8 700 000 vegades la del Sol. L'estel és membre d'R136, un cúmul estel·lar al centre del complex "30 Doradus" (també conegut com la nebulosa de la Taràntula), al Gran Núvol de Magalhães.

## Descobriment
Un equip d'astrònoms britànics liderat per Paul Crowther, professor d'astrofísica a la Universitat de Sheffield, ha utilitzat el gran telescopi VLT (Very Large Telescope) de l'Observatori Europeu Austral  (ESO) a Xile, així com les dades del telescopi espacial Hubble, per a l'estudi de dos cúmuls d'estels, NGC 3603 i R136. Hom va pensar que el cúmul R136a podia haver-hi estat un objecte únic supermasivu amb 1000-3000 masses solars, fins que la veritable naturalesa de R136a va ser resolta mitjançant holografia interferomètrica i es va comprovar que és un cúmul d'estels densos. L'equip d'astrònoms va descobrir diversos estels amb temperatures superficials de més de 40.000 K, prop de 7 vegades més calentes que el sol, i milions de vegades més brillants. Almenys tres estels presenten masses que superen les 150 vegades la massa del Sol. Un d'aquests estels, R136a1, és l'estel més massiu trobat fins avui, amb 265 masses solars, així com la més lluminosa, unes 8.700.000 vegades la lluentor del Sol.

## Característiques físiques
R136a1 és un estel de Wolf-Rayet amb una temperatura superficial de més de 50.000 K. Igual que altres estels que s'hi situen prop del límit d'Eddington, R136a1 ha desprès gran part de la seva pròpia massa en esclats violents. S'estima que, en el seu naixement, l'estel va poder haver tingut unes 320 masses solars i ha estat perdent 50 masses solars periòdicament cada certa quantitat de desenes a centenars de milers d'anys, en erupcions semblants a les variables lluminoses blaves. Encara que és l'estel més massiu, no és un estel excepcionalment gran en el que a volum es refereix (té 35,4 radis solars, i és superada en grandària per estels molt menys massius com Aldebaran, Albireo o Rigel).
Els estels que han aconseguit entre 8 i 150 masses solars exploten al final de les seves vides com a supernoves, deixant enrere a estels de neutrons o forats negres. Consolidada ja la hipòtesi de l'existència d'estels amb una massa compresa entre 150 i 300 masses solars, els astrònoms sospiten que aquest enorme estel podria explotar com a supernova (o fins i tot hipernova) abans d'hora, molt abans del col·lapse del seu nucli de la forma habitual. La fusió de nuclis d'hidrogen hauria de crear un gran nombre de parells electrons-positrons, la qual cosa fa caure la pressió termal dins de l'estel, amb el consegüent col·lapse parcial. Si R136a1 sofrís tal explosió, conegudes com a supernoves d'"inestabilitat de parells", això hauria de generar un forat negre i un romanent de supernova de poques masses solars.